# Moryń (gmina)
Moryń est une gmina mixte du powiat de Gryfino, Poméranie-Occidentale, dans le nord-ouest de la Pologne. Son siège est la ville de Moryń, qui se situe environ 44 km au sud de Gryfino et 64 km au sud de la capitale régionale Szczecin.
La gmina couvre une superficie de 124,86 km2 pour une population de 4 331 habitants en 2016.

## Géographie
Outre la ville de Moryń, la gmina inclut les villages de Bielin, Dolsko, Gądno, Klępicz, Macierz, Mierno, Mirowo, Młynary, Moryń-Dwór, Niwka, Nowe Objezierze, Przyjezierze, Skotnica, Stare Objezierze, Wisław, Witnica et Witniczka.
La gmina borde les gminy de Cedynia, Chojna et Mieszkowice.